# Јаков Јевтовић
Јаков Јевтовић, рођен 1. октобра 1980. године у Београду, српски је филмски и позоришни глумац. Син је познатог глумца Владимира Јевтовића, а млађи брат глумца Ивана Јевтовића. Ожењен је Заром Јевтовић са којом има ћерку Еву.

## Улоге
| Год.       | Назив                                    | Улога                           |
| ---------- | ---------------------------------------- | ------------------------------- |
| 2003.      | Лисице (ТВ серија)                       | Силеџија                        |
| 2006−2011. | Бела лађа (серија)                       | Пеђа                            |
| 2007.      | Четврти човек                            | Затвореник                      |
| 2007.      | Оно наше што некад бејаше (серија)       | Арсић                           |
| 2008−2009. | Рањени орао (серија)                     | Писар 2                         |
| 2009.      | Ђавоља варош                             | Тренер                          |
| 2010.      | Грех њене мајке (серија)                 | Богдан                          |
| 2011.      | Мој рођак са села                        | нарко дилер                     |
| 2011−2012. | Цват липе на Балкану (ТВ серија)         | Мајор Дејан Спасић              |
| 2011−2012. | Непобедиво срце (ТВ серија)              | Бруно                           |
| 2012.      | Устаничка улица                          |                                 |
| 2013.      | Монтевидео, бог те видео! (ТВ серија)    | Жандарм Славен Летица           |
| 2013.      | Шешир професора Косте Вујића (ТВ серија) | Миливоје Блазнавац              |
| 2014−2015. | Ургентни центар                          | Господин Бикић / Пацијент Бикић |
| 2015.      | Бићемо прваци света                      | Навијач 1                       |
| 2015.      | Комуналци                                | Золтан                          |
| 2016.      | Андрија и Анђелка                        | Инструктор пејнтбола            |
| 2016.      | ЗГ 80                                    | Бата                            |
| 2017.      | Јесен самураја                           | Скендеров борац                 |
| 2017.      | Синђелићи                                | Петровић                        |
| 2017.      | Прва тарифа                              | Бодибилдер                      |
| 2017.      | Сумњива лица                             | Коста                           |
| 2017.      | Пси лају, ветар носи                     | гинеколог Симон                 |
| 2018.      | My Husband's Double Life                 | Jacques                         |
| 2018.      | Шифра Деспот                             | Бака Савкин син Богољуб         |
| 2019.      | Далеко је Холивуд                        | Бубили                          |
| 2020.      | Жигосани у рекету                        | Тим                             |
| 2021.      | Хотел Београд                            | Бојан                           |
| 2021.      | Калкански кругови                        | Вук                             |
| 2021.      | Александар од Југославије                | Милутин Миланковић              |
| 2022.      | Радио Милева                             | Мики                            |
| 2023.      | Олуја                                    | Газда                           |
| 2023.      | Херој улице                              |                                 |
| 2025.      | Убице мог оца                            | Бранко Реџић Баџо               |